# Bisdom Alife-Caiazzo
Het bisdom Alife-Caiazzo (Latijn: Dioecesis Aliphana-Caiacensis o Caiatina; Italiaans: Diocesi di Alife-Caiazzo) is een in Italië gelegen rooms-katholiek bisdom met zetel in Alife in de provincie Caserta. Het bisdom behoort tot de kerkprovincie Napels, en is, samen met de aartsbisdommen Capua en Sorrento-Castellammare di Stabia, de bisdommen Acerra, Aversa, Caserta, Ischia, Nola, Pozzuoli, Sessa Aurunca en Teano-Calvi en de territoriale prelatuur Pompeï, suffragaan aan het aartsbisdom Napels.

## Geschiedenis
Het bisdom Alife werd opgericht in de 5e eeuw en was toen suffragaan aan het aartsbisdom Benevento. Het bisdom Caiazzo werd opgericht in de 9e eeuw en was toen suffragaan aan het aartsbisdom Capua. In 1978 werden beide bisdommen in een personele unie verbonden. Op 30 september 1986 werden de bisdommen door de Congregatie voor de Bisschoppen met het decreet Instantibus votis samengevoegd tot het bisdom Alife-Caiazzo met zetel in Alife.

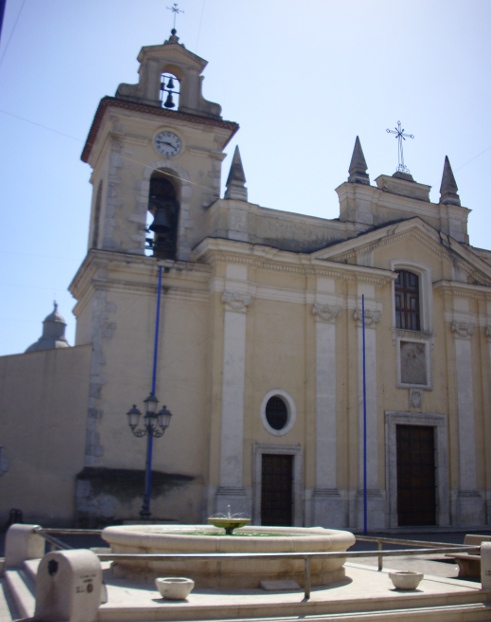
Kathedraal van Alife